# Piccolo aiutante di Babbo Natale
Il piccolo aiutante di Babbo Natale (in inglese Santa's Little Helper) è il cane di razza greyhound della famiglia Simpson nell'omonima serie televisiva statunitense. Di color marrone, fa la sua prima comparsa proprio nel primo episodio della serie, intitolato Un Natale da cani, quando viene trovato da Bart in un cinodromo, dopo essere stato abbandonato dal proprio padrone per via della sua incapacità nelle corse canine. Non fa altro che gironzolare per la casa, dormendo, mangiando e rosicchiando tutto quello che trova.
Anche se non è particolarmente sveglio né possiede particolari abilità, è benvoluto dai Simpson ed anche quando questi ultimi per un motivo o per l'altro lo cedono a terzi, successivamente tornano sulla loro strada rivolendolo ancora con loro. Nel corso della serie dimostra in più occasioni di avere un saldo legame di amicizia ed affetto con Bart.
Nella puntata La carica delle due dozzine e uno diventa padre di 25 cuccioli, poi rapiti dal signor Burns il quale avrebbe voluto confezionare degli abiti con il loro pelo. Bart e Lisa riescono a dissuaderlo dall'uccidere i cuccioli, i quali diventeranno successivamente tutti dei campioni delle corse canine, arricchendo ulteriormente il già plurimiliardario magnate.